# Kostas Tsimikas
Konstantinos Tsimikas (n. 12 mai 1996, Thessaloniki, Grecia) este un fotbalist grec care joacă pe postul de fundaș stânga la Liverpool FC în Premier League.

## Carieră

### Olympiacos
Tsimikas și-a făcut debutul la Olympiacos în Super League într-un meci împotriva lui AEL Kalloni pe 19 decembrie 2015.

### Împrumut la Esbjerg
Pe 28 decembrie 2016, Tsimikas a semnat cu clubul danez Esbjerg împrumutat până la sfârșitul sezonului 2016-17. A părăsit clubul după 13 meciuri și s-a întors la Olympiacos.

### Împrumut la Willem II
La 30 iunie 2017, Tsimikas a făcut o altă mutare sub formă de împrumut, de data aceasta la clubul olandez Willem II, pe un contract de sezon. A fost folosit în echipa de start în mod obișnuit în sezonul 2017-2018 din Eredivisie, începând 32 din cele 34 de meciuri.

### Revenire la Olympiacos
Antrenorul Pedro Martins l-a ținut pe Tsimikas la Olympiacos pentru sezonul 2018-19. În noiembrie 2018, a centrat pentru primul gol al lui Kostas Fortounis într-o înfrângere cu 5-1 a lui F91 Dudelange în faza grupelor Europa League. La sfârșitul lui 2018, nu a început multe meciuri, dar i s-a oferit totuși o prelungire a contractului, păstrându-l pe Tsimikas la club până în vara lui 2023.

### Liverpool
Pe 11 august 2020, Tsimikas a semnat cu Liverpool pe o înțelegere pentru o sumă raportată de 11,75 milioane de lire sterline. A devenit doar al doilea fotbalist grec care a devenit jucător a lui Liverpool, după Sotirios Kyrgiakos, care s-a alăturat clubului de la AEK Atena în 2009.